# Pronephrium rhombeum
Pronephrium rhombeum är en kärrbräkenväxtart som först beskrevs av Christ, och fick sitt nu gällande namn av Holtt. Pronephrium rhombeum ingår i släktet Pronephrium och familjen Thelypteridaceae. Inga underarter finns listade.